# Équipe du Vanuatu de football
Cet article traite de l'équipe masculine. Pour l'équipe féminine, voir Équipe du Vanuatu de football féminin.
Maillots
L'équipe du Vanuatu de football est une sélection des meilleurs joueurs de football vanuatais sous l'égide de la Fédération du Vanuatu de football. Le Vanuatu joue en général ses matches au Stade Korman à Port Vila, nommé d'après Maxime Carlot Korman, homme politique vanuatais. Durant les Eliminatoires de la Coupe du monde 2006, l'équipe réussit l'exploit de battre la Nouvelle-Zélande 4 buts à 2.

## Palmarès

### Classement FIFA
| Année              | 1993 | 1994 | 1995 | 1996 | 1997 | 1998 | 1999 | 2000 | 2001 | 2002 | 2003 | 2004 | 2005 | 2006 | 2007 | 2008 | 2009 | 2010 | 2011 | 2012 | 2013 | 2014 | 2015 | 2016 | 2017 | 2018 |
| ------------------ | ---- | ---- | ---- | ---- | ---- | ---- | ---- | ---- | ---- | ---- | ---- | ---- | ---- | ---- | ---- | ---- | ---- | ---- | ---- | ---- | ---- | ---- | ---- | ---- | ---- | ---- |
| Classement mondial | 164  | 172  | 179  | 180  | 186  | 177  | 184  | 167  | 168  | 156  | 160  | 143  | 146  | 167  | 140  | 141  | 155  | 167  | 174  | 165  | 180  | 191  | 193  | 175  | 157  | 163  |
| Classement Océanie |      |      |      |      |      |      |      | 6    | 6    | 6    | 6    | 6    | 6    | 4    | 5    | 4    | 4    | 4    | 5    | 5    | 5    | 5    | 8    | 5    | 5    | 5    |

### Parcours enCoupe du monde
| Année | Position     |      | Année         | Position |               | Année | Position |
| 1930  | Non inscrite | 1974 | Non inscrite  | 2010     | Non qualifiée |       |          |
| 1934  | Non inscrite | 1978 | Non inscrite  | 2014     | Non qualifiée |       |          |
| 1938  | Non inscrite | 1982 | Non inscrite  | 2018     | Non qualifiée |       |          |
| 1950  | Non inscrite | 1986 | Non inscrite  | 2022     | Forfait       |       |          |
| 1954  | Non inscrite | 1990 | Non inscrite  | 2026     | Non qualifiée |       |          |
| 1958  | Non inscrite | 1994 | Non qualifiée | 2030     | À venir       |       |          |
| 1962  | Non inscrite | 1998 | Non qualifiée | 2034     | À venir       |       |          |
| 1966  | Non inscrite | 2002 | Non qualifiée |          |               |       |          |
| 1970  | Non inscrite | 2006 | Non qualifiée |          |               |       |          |

### Parcours enCoupe d'Océanie
| Année | Position          |      | Année            | Position |           | Année | Position |
| 1973  | Demi-Finale (4e)  | 2000 | Demi-Finale (4e) | 2012     | 1er tour  |       |          |
| 1980  | 1er tour          | 2002 | Demi-Finale (4e) | 2016     | 1er tour  |       |          |
| 1996  | Tour préliminaire | 2004 | Sixième          | 2020     | Annulée   |       |          |
| 1998  | 1er tour          | 2008 | Demi-Finale (4e) | 2024     | Finaliste |       |          |

## Statistiques
Article détaillé : Liste des matchs de l'équipe du Vanuatu de football par adversaire
| Adversaire                | J  | V | N | D  | BP | BC | Diff |
| ------------------------- | -- | - | - | -- | -- | -- | ---- |
| Nouvelle-Calédonie        | 36 | 8 | 6 | 22 | 45 | 92 | -47  |
| Îles Salomon              | 35 | 6 | 8 | 21 | 42 | 74 | -32  |
| Fidji                     | 34 | 9 | 6 | 19 | 38 | 77 | -39  |
| Tahiti                    | 30 | 6 | 4 | 20 | 33 | 75 | -42  |
| Papouasie-Nouvelle-Guinée | 20 | 7 | 5 | 8  | 26 | 24 | +1   |
| Nouvelle-Zélande          | 13 | 1 | 1 | 11 | 10 | 58 | -48  |

## Entraîneurs

### Nouvelles-Hébrides
- Rémy Delaveuve, fondateur de l'association sportive des Nouvelles-Hébrides, est un temps le sélectionneur de l'équipe nationale de football, probablement dans les années 1960. Il encourage dans le même temps avec succès la fondation de clubs de football à travers le pays[5].
- P. Reichert (1973)

### Vanuatu (1980–)
- Terry O'Donnell (1987–1993)
- Saby Natonga (1996)
- Alwyn Job (1998)
- Juan Carlos Buzzetti (2000–2004)
- Joe Szekeres (2004–?)
- Robert Calvo (2007–2008)
- Willian Malas (2008)[6]
- Saby Natonga (2011–2012)
- Percy Avock (2012–2015)[7]
- Moise Poida (2015–2018)[8]
- Paul Munster[9]
- Juliano Schmeling (depuis 20 juin 2024)